# Blason de Florianópolis

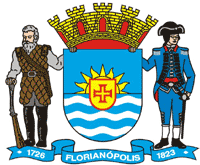
Blason de Florianópolis.

Le blason de la municipalité brésilienne de Florianópolis est l'un des symboles officiels de la ville. Il fut institué le 15 mars de 1976, pour la commémoration des 250 ans de l'émancipation politique de la ville. 
Le blason est formé d'un écu de type portugais. L'écu surmonté d'une couronne d'or, composée de trois tours complètes au centre et de deux demi-tours aux extrémités, qui représente le statut de capitale d'État de la ville. Au centre de l'écu, un petit écu symbolise l'île de Santa Catarina. Les lieutenants (nom donné aux personnages supportant le blason), figurent, à gauche, le bandeirante Francisco Dias Velho, et, à droite, un officier du Régiment d'infanterie de Ligne de l'île de Santa Catarina, vêtu de l'uniforme de gala selon un plan de 1786.